# Бранко Вукелић (шпијун)
Бранко Вукелић (Осијек, 1904 — Абашири, јануар 1945) је био југословенски шпијун који је радио у шпијунском кругу Рихарда Зоргеа у Јапану.

## Биографија
Породица Вукелић је даљим пореклом из околине Прилепа у Македонији. Из Македоније се селе око 1522. године. У 16. веку их извори проналази у Херцег-Новом од рода Бјелопавлића. Из Херцег-Новог се селе по Херцеговини, Босни и до Далмације и Лике, до Горских Котара.
Рођен је у Осијеку 1904. године. Његов отац, Миливој, је био официр у аустријској војсци у Лици, а мајка Вилма је била Јеврејка. Вукелић је као дечак сведочио стрељању Срба који су ратовали на руском фронту, услед чега је развио антагонизам према апсолутистичким монархијама и почео да посматра Совјетски Савез као боље државно решење.
Вукелићева породица се преселила у Загреб где је похађао средњу школу. Као ученик гимназије у Загребу, Вукелић је припадао напредној групи „Дарвинов клуб", где је читана левичарска литература. Кренуо је на факултет у Загребу, али је био приморан да пређе у Париз где је дошао у контакт са комунизмом. Завршио је права на Универзитету Сорбона.
Након дипломирања, услед велике светске депресије, успоставио је контакт са комунистима као начин да добије посао током кризе.

## У Јапану
У 1933. години Вукелић је послат у Јапан као совјетски агент након што га је регрутовала чланица Коминтерне под именом Олга. Радио је са Рихардом Зоргеом у тзв. Зоргеовом прстену, заједно са Максом Клаузеном, Озаки Хотсуми и Мијаги Јокотом. Вукелић је био запослен од стране француског листа Хавас, и српске новине Политика као специјални дописник.
У Јокохаму је стигао 11. фебруара 1933, и јавио се Рихарду Зоргеу, вођи совјстске шпијунске мреже. Иако је ово била совјетска операција, Вукелић је веровао да он служи Коминтерни.
Први брак са Едит распао се након серије афера, након чега је оженио Јошико Јамасаки, своју јапанску преводитељицу. овај брак је сматран претњом за операцију, па га Зорге није одобрио, али је Вукелић одлучио да се ожени без одобрења. Након овог неслагања центар у Москви је одлучио да се операција настави а да Вукелић остане у прстену.
Вукелићеве главне активности су биле скупљање информација. Скупљао је информације из јапанских новина и магазина, као и из амбасада и новинарских контаката а био је надлежани за фотографски посао.
Зоргеов шпијунски прстен је пробијен 1944. године. Иако је Зорге покушао да оповргне Вукелићево и Мијагијево учешће, Вукелић је осуђен на доживотну робију заједно са Клаузеном. Био је утамничен у Сугамо, а одатле је пребачен у Абашири (Хокаидо)у јулу 1944. Вукелић није преживео хладну зиму а Јошико је била информисана о његовој смрти 15. јануара 1945. Иако подвргнут тешком мучењу, у затвору није одао било какве информације о својим сазнањима и активностима.
Од априла 1933. до новембра 1940. написао је 56 чланака за „Политику“. Ове извештаје је прикупио његов син Хироши Јамасаки Вукелић и објавио их 2014. под називом „Писма из Јапана“. 291367943

## Совјетско признавање
Иако активности Зоргеове групе нису биле признаване до 1960-их, Вукелић је постхумно одликован Орденом Отаџбинског рата (првог степена), 5. новембра 1964. од стране Президијума Совјетског Савеза.

## Заоставштина у Адлигату
Његов радни сто се од 2020. године налази у Удружењу за културу, уметност и међународну сарадњу „Адлигат”, где ће бити уређен један део музеја посвећен Бранку Вукелићу и породици Вукелић. Поред Вукелићевог стола у архиву ће се наћи писаћа машина, део његове личне библиотеке и совјетски орден. Бројне публикације из Токија чине део његове заоставштине, које ће бити окосница јапанске збирке Адлигата. Захваљујући залагању некадашњег амбасадора Јапана у Србији, Ненаду Глишићу, пренос личних ствари Бранка Вукелића из Јапана је омогућен.